# Premio Michelson-Morley
El Premio Michelson-Morley es un galardón científico que se originó a partir del Premio Michelson, que fue establecido en 1963 por el Case Institute of Technology. Fue rebautizado en 1968 por la recién formada Universidad Case de la Reserva Occidental (CWRU) en honor a la federación entre el Case Institute of Technology y la Western Reserve University. El premio continuó hasta 1992 y se restableció en 2002. En sus diversas formas, lleva el nombre del profesor de física Albert Abraham Michelson (Escuela Case de Ciencias Aplicadas) y del profesor de química Edward Morley (Universidad Western Reserve), quienes llevaron a cabo el famoso Experimento de Michelson y Morley de 1887.

## Destinatarios
Premio Michelson
- 1963 – John Hasbrouck van Vleck
- 1964 – Haldan Keffer Hartline
- 1965 – Luis Walter Álvarez
- 1966 – Edwin Herbert Land
- 1967 – Martin Schwarzschild

Premio Michelson-Morley
- 1968 – John Bardeen
- 1970 – Charles Hard Townes
- 1976 – John D. Roberts
- 1977 – Gene Amdahl
- 1978 – Harry George Drickamer
- 1979 – Hans Liepmann
- 1980 – Frank Albert Cotton
- 1981 – Francis Crick
- 1982 – Michael E. Fisher
- 1983 – Subrahmanyan Chandrasekhar
- 1984 – Paul C. Lauterbur
- 1985 – Paul Fleury
- 1986 – Richard Zare
- 1987 – Robert Henry Dicke y George A. Olah
- 1988 – John J. Hopfield
- 1989 – Herman F. Mark
- 1990 – Frederick Reines
- 1991 – John W. Cahn
- 1992 – Watt W. Webb
- 2002 – Frank Wilczek
- 2003 – Stephen Hawking
- 2020 – Jack Kincaid[1]

El premio de 1987 fue conjunto para un físico y un químico en honor al centenario del experimento de Michelson y Morley.